# Ricardinho (ur. maj 1976)
Ricardinho, właśc. Ricardo Luís Pozzi Rodrigues (ur. 23 maja 1976 w São Paulo) – brazylijski trener i piłkarz, grający na pozycji ofensywnego pomocnika. W reprezentacji Brazylii od 2000 roku rozegrał 23 mecze. Wystąpił na Mistrzostwach Świata w 2002 i 2006 roku.

## Sukcesy piłkarskie
- Mistrzostwo Świata z reprezentacją Brazylii (2002)
- Mistrzostwo Brazylii z Corinthians São Paulo (1998, 1999) oraz z FC Santos (2004)
- Zwycięstwo w Klubowych Mistrzostwa Świata (2000) z Corinthians São Paulo
- Zwycięstwo w Pucharze Brazylii (2002)